# Heinrich Michaelis
Heinrich Michaelis (* März 1627 in Lübeck (?); † 13. Januar 1678 ebenda) war ein deutscher Jurist, Hochschullehrer und Syndicus der Hansestadt Lübeck.

## Leben
Michaelis war der Sohn des gleichnamigen Juristen und Doktors der Rechte Heinrich Michaelis, der als Rat des Fürstbischofs von Lübeck in Lübeck lebte. Er besuchte das Katharineum zu Lübeck und das Akademische Gymnasium in Danzig, bevor er an den Universitäten Königsberg, Greifswald und Rostock Rechtswissenschaften studierte. Nachdem er in Greifswald 1650 zum Doktor der Rechte promoviert worden war, wurde er hier auf die durch den Weggang von David Mevius zum Wismarer Gerichtshof freigewordene Professur der Jurisprudenz berufen. Schon 1654 ging er jedoch als Syndikus nach Stralsund. Im August 1666 erhielt er eine Berufung an die neugegründete Universität Kiel als ordentlicher Professor des Codex. 1668 verließ er Kiel und wurde Syndikus seiner Heimatstadt und vertrat sie auch bei diplomatischen Missionen. Sein Nachfolger auf der Professur wurde Magnus von Wedderkop.
Sein Sohn Johann Gotthard Michaelis wurde lutherischer Geistlicher und war von 1710 bis 1712 Pastor an der Kirche der Lübecker Exklave Nusse.

## Werk
Nach Auskunft von Johann Mollers Cimbria Litterata hat Michaelis 1666 und 1667 vier Dissertationen De inquisitione criminum geschrieben, von denen jedoch nur eine teilweise erhalten ist. In der von der Kieler Juristen-Fakultät 1669 herausgegebenen Sammlung der Entscheidungen und Gutachten, die die Facultät als Spruchkollegium gegeben oder einzelne ihrer Mitglieder erstattet hatten, unter dem Titel Consilia Chiloniensia wurden zehn von Michaelis verfasste Gutachten angekündigt. Ihre Herausgabe verzögerte sich aber durch seine Übersiedlung nach Lübeck, und erst 1673 erschien Responsorum sive deductorum juris Kiloniensium aliorumque selectorum liber, das 26 Responsa enthält. Sie betreffen vor allem Fragen des Ehe- und Nachlassrechts nach Lübischem Recht; gegen das 23. Gutachten, wie weit auf den Gütern des Domkapitels und der Lübecker Landbegüterten in Holstein (wie etwa Gotthard von Höveln) zum Besten der nahen Stadt Lübeck das Bierbrauen und die Ansiedlung von Handwerkern unterbleiben müsse, erschien eine von Moller erwähnte Gegenschrift.  Das 26. Gutachten bezieht sich auf eine Detailfrage des langwierigen Prozesses zwischen Lübeck und Sachsen-Lauenburg wegen Mölln und der Möllner Pertinenzien, nämlich die Wertermittlung des Erstattungsbetrages.
In Lübeck ließ Michaelis nach 1676 seinen juristischen Traktat De inquisitione criminum drucken, der 1686 und 1689 von seinem gleichnamigen Sohn (* 1652) wieder aufgelegt wurde.
Michaelis ist wegen seiner kritischen Haltung zur Hexenverfolgung bekannt geblieben. Er lehnte in seinen Gutachten die von lokalen Gerichten herausgestellten Indizien wie die erfolgreiche Nadelprobe und die Tränenlosigkeit während der Verhöre unter der Folter ab und bestand auf der Befolgung von rein juristischen Prozessregeln, was die Anklage nahezu in allen Fällen aussichtslos machte.

## Schriften
- Henrici Michaelis JC. Reipublicae Lubecensis Syndici Responsorum sive deductorum iuris, kiloniensium aliorumque selectorum liber, quorum argumenta in indice praefixo exhibentur. Wetstein, Lubecae 1673; urn:nbn:de:bvb:12-bsb10349200-6 (Exemplar der Bayerischen Staatsbibliothek)